# Beatrycze Kastylijska (1293–1359)
Beatrycze Kastylijska (ur. 8 marca 1293, zm. 25 października 1359) – królowa Portugalii (1325–1357). Córka króla Kastylii – Sancho IV Odważnego i królowej-regentki Marii de Molina. Żona Alfonsa IV. Para miała dzieci:
- Marię (1313–1357), królową Kastylii jako żonę Alfonsa XI,
- Alfonsa (1315),
- Dionizego (1317–1318),
- Piotra I (1320-1367), kolejnego króla Portugalii,
- Izabelę (1324–1326),
- Jana (1326–1327),
- Eleonorę (1328–1348), królową Aragonii jako żonę Piotra IV.